# Dicranella glauca
Dicranella glauca är en bladmossart som beskrevs av Bescherelle 1873. Dicranella glauca ingår i släktet jordmossor, och familjen Dicranaceae. Inga underarter finns listade i Catalogue of Life.